# Presto (Rapper)

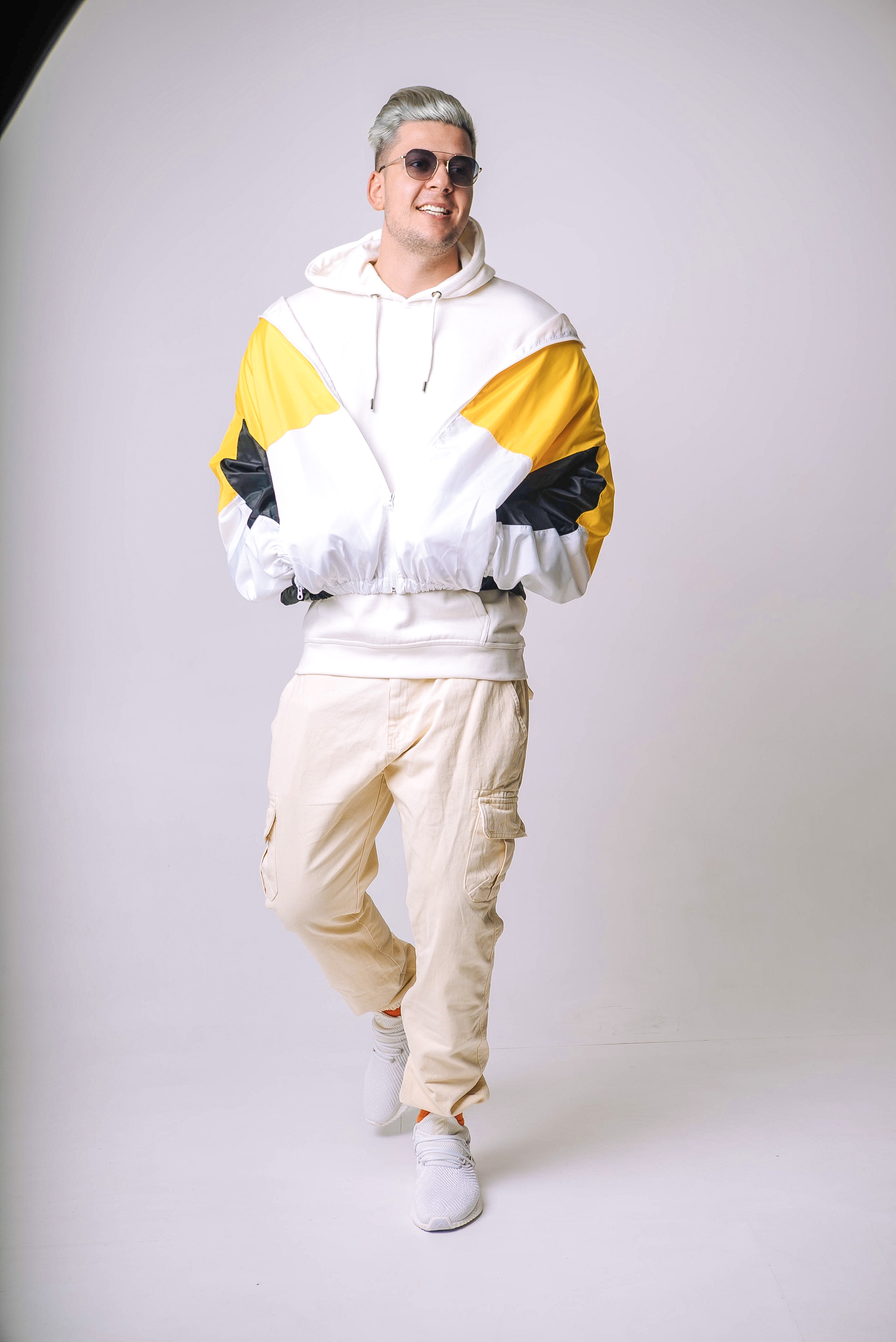
Martin Wenzel alias Presto (2019)

Presto (* 1. Oktober 1992 in Oranienburg; † 3. März 2024; bürgerlich Martin Wenzel) war ein deutscher Rapper aus Berlin, der vor allem durch seine Teilnahme bei Rap am Mittwoch bekannt wurde.

## Leben
Im Alter von 16 Jahren probierte Wenzel sich in regionalen Hip-Hop-Battles als Freestyle-Rapper aus. Im Jahr 2011 nahm er erstmals an der Battle-Rap-Veranstaltung Rap am Mittwoch teil und avancierte in der zweiten Saison zum jüngsten King der Rap-Am-Mittwoch-Geschichte. In den darauffolgenden Jahren widmete Presto sich intensiv der Musik und veröffentlichte zunehmend Free-Tracks. 2015 erreichte er unter anderem das Viertelfinale des Videobattleturniers von rappers.in und stand parallel dazu im Finale des #Raptags Contests von Universal & Chapter ONE.
Am 10. Juni 2016 veröffentlichte Presto seine erste EP mit dem Titel Gute Deutsche Rap über den Vertrieb RecordJet. Die Songs Jutebeutelswag, Kein Limit und Allrounder wurden als Singles ausgekoppelt und über die Plattformen von HipHop.de und RapAmMittwoch.TV veröffentlicht. Die Produktionen wurden von Aside und Scaletta beigesteuert. Noch im selben Jahr spielt Presto Live-Gigs in Berlin, Bamberg und Nürnberg.
Am 18. August 2017 erschien das Mixtape Endorphine! über IgrooveNext. Die Songs Mach Doch Nicht Diese!, Lauf! (Aubameyang), Komet! und Barrio wurden als Singles veröffentlicht. Die Produktion stammen hierbei von Aside, ZMY Da Beat, Sousa und Vecz. Als Gäste auf dem Mixtape waren unter anderem Silla, Julian Williams, Thomas Glenz, S.I.A.D & Stui Crank vertreten.
Parallel zur Produktionsphase am eigenen Mixtape war Presto erstmals als Songwriter für das Silla-Album Blockchef aktiv und steuerte ebenfalls einen Gastbeitrag auf der Single Barrio bei. Auch bei Live-Gigs von Silla war der Berliner des Öfteren als Support Act zu sehen. Gegen Ende des Jahres veröffentlichte er zusammen mit S.I.A.D und Stui Crank die fünf Tracks starke Kollabo-EP Gefährlich Ehrlich, welche von ZMY Da Beat produziert wurde. Supreme Hoodie wurde hierbei als einzige Single ausgekoppelt.
Presto war 2018 als Feature-Part auf der Single Bei Dir von Ansen zu hören. 2020 veröffentlichte er die Single Du & Ich zusammen mit CJ Stone. Ab 2023 trat er als Mart!n auf.
Martin Wenzel starb in der Nacht zum 3. März 2024 im Alter von 31 Jahren nach fast zweijähriger Krebserkrankung.
Zusammen mit seiner Lebensgefährtin, der Zahnärztin Anne Heinz, meldete sich Wenzel vor seinem Tod bei der Castingshow Deutschland sucht den Superstar an, musste die Teilnahme jedoch aus gesundheitlichen Gründen abbrechen. Anne Heinz nimmt weiterhin Teil, wobei sie ein Lied über Wenzel dargeboten hat.

## Diskografie
Alben
- 2016: Gute Deutsche Rap (EP)
- 2017: Endorphine! Mixtape (Mixtape)
- 2017: Gefährlich ehrlich (Kollabo-EP mit S.I.A.D & Stui Crank)

Singles
- 2016: Jutebeutelswag (EP Gute Deutsche Rap)
- 2016: Kein Limit (EP Gute Deutsche Rap)
- 2016: Allrounder (EP Gute Deutsche Rap)
- 2017: Mach Doch Nicht Diese! (Mixtape Endorphine!)
- 2017: Lauf! (Aubameyang) (Mixtape Endorphine!)
- 2017: Barrio! (feat. Silla & Julian Williams) (Mixtape Endorphine!)
- 2017: Komet! (Mixtape Endorphine!)
- 2017: Supreme Hoodie (feat. S.I.A.D & Stui Crank) (EP Gefährlich Ehrlich)
- 2020: Du & Ich (mit CJ Stone)

Gastbeiträge
- 2017: Barrio (Silla feat. Julian Williams & Presto) (Single)
- 2018: Bei Dir (Ansen feat. Presto) (Single)